# Stefan Weirather
Stefan Weirather (* 14. Oktober 1967 in Zams) ist ein österreichischer Politiker (ÖVP) und Geschäftsführer. Er ist seit 2013 Abgeordneter zum Tiroler Landtag.

## Ausbildung und Beruf
Weirather besuchte zwischen 1974 und 1978 die Volksschule Imst-Oberstadt und im Anschluss von 1978 bis 1982 die Hauptschule Imst-Oberstadt. Er absolvierte danach von 1982 bis 1983 den Polytechnischen Lehrgang in Imst und von Oktober 1983 bis April 1987 eine Lehre als Radio- und Fernseh-Techniker bei der Firma Müller Johann in Imst, die er mit der Lehrabschlussprüfung abschloss. Er leistete in der Folge von April 1987 bis Juli 1987 seinen Präsenzdienst beim Militärkommando Tirol ab und absolvierte im Mai 1987 die Prüfung zum Sanitätsgehilfen. Nach seinem Präsenzdienst arbeitete Weirather von Juli 1987 bis Oktober 1990 als Radio-Fernseh-Techniker bei den Imster Stadtwerken, danach leistete er von Oktober 1990 bis Februar 1991 seinen restlichen Präsenzdienst ab. Zuvor hatte er 1990 die Meisterprüfung als Radio- und Fernsehtechniker abgelegt. Er war im Anschluss bis Juli 1995 erneut bei den Stadtwerken in Imst tätig und machte sich danach mit einem Radio- und Fernseh-Kundendienst in Imst selbständig. Weirather führte seinen Betrieb bis 2010. Ab 2001 besuchte er die Vorbereitung zur Berufsreifeprüfung am Berufsförderungsinstitut.

## Politik und Funktionen
Weirather war ab 2004 Gemeinderat von Imst, wobei er der Gruppierung "Die Mantl/Strobl Liste" angehörte. 2010 trat er mit der Liste "Alle für Imst mit Stefan Weirather" an und wurde zum Bürgermeister von Imst gewählt. Er übernahm das Amt des Bürgermeisters am 7. April 2010. Daneben war er von 2009 bis 2010 Obmann des Tourismusverbandes Imst-Gurgltal, seit 2010 ist er auch Obmann des Bau- und Raumordnungsausschusses. Er ist seit dem 24. Mai 2013 Abgeordneter zum Tiroler Landtag und Gesundheitssprecher des ÖVP-Landtagsklubs.